# Shadowrun (videojoc del 2007)
Shadowrun és un videojoc d'acció en primera persona desenvolupat per FASA Interactive per a Windows Vista i Xbox 360. El videojoc està basat en l'antic joc de rol Shadowrun publicat el 1989. És el primer videojoc que utilitza Games for Windows - LIVE i el primer que permet competir els usuaris de Windows Vista contra els d'Xbox 360. Es va publicar el 29 de maig de 2007 als Estats Units, l'1 de juny de 2007 a Europa i el 21 de juny de 2007 al Japó.

## Mode de joc
Shadowrun compta amb un mode d'entrenament per a un sol jugador que consta de 6 capítols en els que s'ensenyen els elements essencials del joc, com saber utilitzar correctament la màgia, les diferents races del joc, ús d'armes i com guanyar una partida. També permet realitzar partides contra bots controlats per la consola, però bàsicament Shadowrun és un joc multijugador online.
L'objectiu del joc és acabar amb l'equip enemic matant a tots els seus membres o entregar un artefacte que es troba al centre del mapa. Es fan diverses rondes i l'equip guanyador és qui guanya un total de 6 rondes.